# Barnardichthys
Genre
Barnardichthys est un genre de poissons plats majoritairement marins de la famille des Soleidae.

## Liste des espèces
Selon EOL et WoRMS, il n'existe qu'une seule espèce du genre Barnardichthys (monotypique) :
- Barnardichthys fulvomarginata Gilchrist, 1904